# Kamianà Mohila
La Tomba de Pedra (en ucraïnès: Кам'яна Могила, Kamianà Mohila) és un antic monument de la cultura mundial a Ucraïna, prop de la ciutat de Melitòpol, a la província de Zaporíjia, en el riu de Molotxna. Aquest monument natural té petròglifs que tenen més de deu mil anys.

## Història
Al llarg dels segles, a les estepes de Melitòpol van viure diversos pobles nòmades: escites (des del segle vii aC), huns (des del segle IV aC), àvars (des del segle vi), khàzars (a partir del segle viii) petxenegs (des del segle x), cumans (des del segle xi) i els tàtars (des del segle xiii). S'han trobat nombrosos artefactes de l'època escita: petròglifs de diferents períodes històrics (del XXIV-XXII segles aC fins als segles X-XII aC).

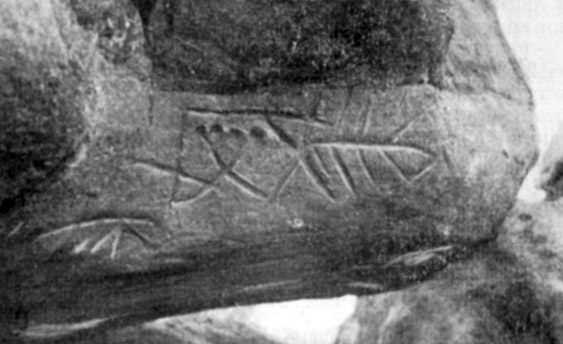
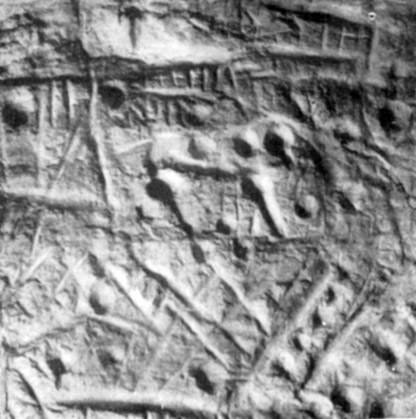
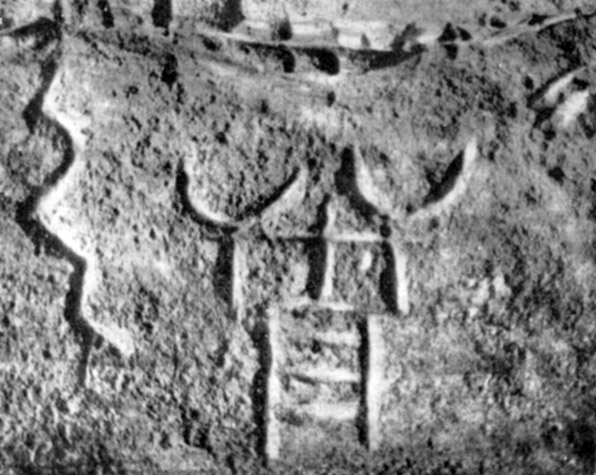
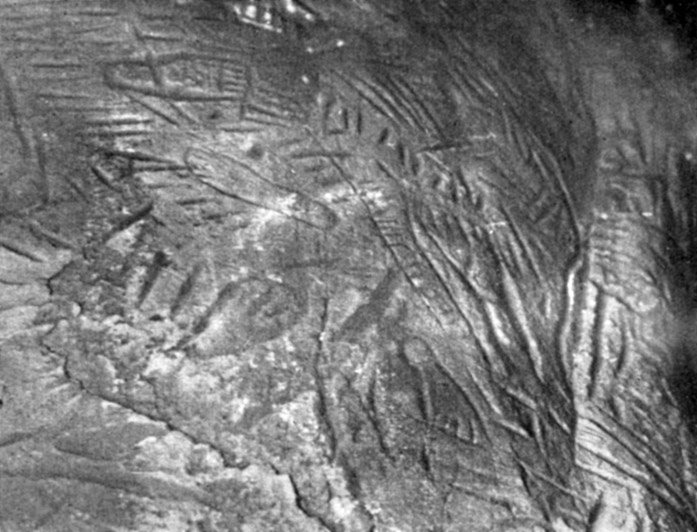
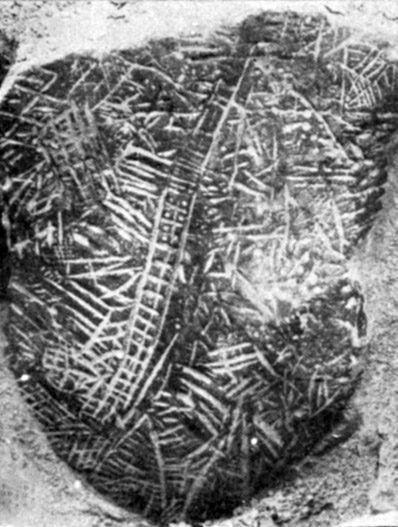
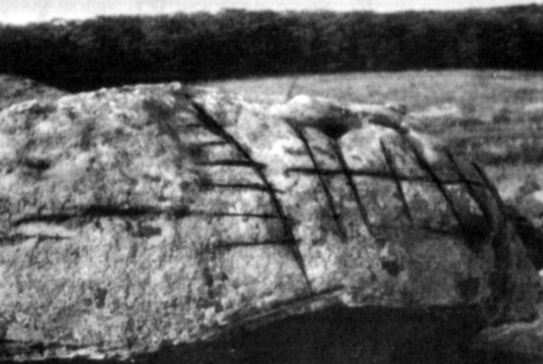
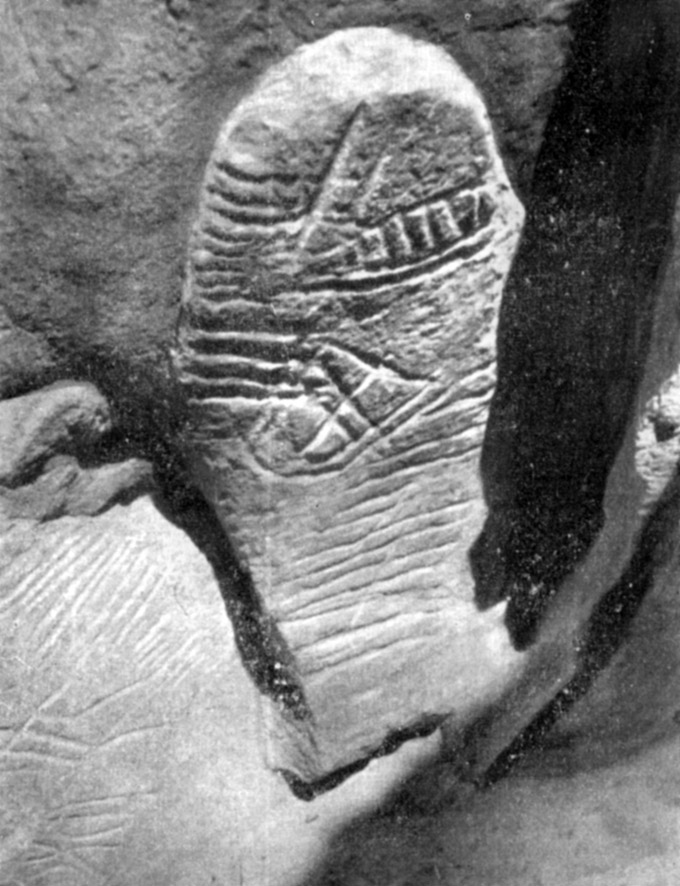